# Prefektura Čiba
Čiba (japonsko Čiba-ken 千葉県) je prefektura v regiji Kanto, na japonskem otoku Honšu. Glavno mesto prefekture je istoimensko mesto Čiba (japonsko Čiba-ši 千葉市).
Večina prefekture leži na polotoku Boso (japonsko Boso-hanto 房総半島), znanem po predelovanju riža. Najbolj naseljen del prefekture je njen severozahodni del, ki meji na prefekturo Saitama in tokijsko metropolo.
Prefektura je zaradi ugodne lege blizu Tokijskega zaliva eno izmed največjih in najbolj industrijsko razvitih območij Japonske. Kemična, petrokemična in strojna industrija so tri prevladujoče industrije tega območja.
V mestu Narita na severu prefekture je Mednarodno letališče Narita.

## Mesta
Prefektura Čiba zajema 36 mest.